# NWA National Television Championship
L'NWA National Television Championship è stato un titolo di wrestling creato dalla National Wrestling Alliance (NWA), nello specifico dal suo territorio della Georgia Championship Wrestling, come titolo secondario.
Il titolo è stato attivo a partire dal 1969, anno in cui fu creato dalla GCW come NWA Georgia Television Championship, ed è stato brevemente promosso anche come NWA World Teleivision Championship, prima di tornare ad essere considerato nazionale e non mondiale, fino al 1985, quando è stato disattivato.

## Albo d'oro

### Nome
| Nome                                 | Periodo   |
| ------------------------------------ | --------- |
| NWA Georgia Television Championship  | 1969-1979 |
| NWA National Television Championship | 1979-1984 |
| NWA World Television Championship    | 1984-1985 |
| NWA National Television Championship | 1985      |

### Regni
| Legenda  |                                                                               |
| -------- | ----------------------------------------------------------------------------- |
| #        | Indica il numero del regno titolato                                           |
| Regno    | Viene indicato il numero del regno del campione                               |
| Data     | La data in cui il titolo è stato vinto                                        |
| Località | Indica il luogo in cui il titolo è stato vinto                                |
| Note     | Indica notizie particolari riguardanti i cambi di titolo o altre informazioni |

| #  | Campione              | Regno | Data             | Giorni | Località          | Evento     | Note | Fonti  |
| -- | --------------------- | ----- | ---------------- | ------ | ----------------- | ---------- | --- | ------ |
| 1  | Joe Scarpa            | 1     | 22 novembre 1969 | 42     | Atlanta, Georgia  | House Show | Scarpa vinse un torneo per decretare il campione inaugurale sconfiggendo in finale Assassin #2. | [ 1 ]  |
| 2  | Nick Bockwinkel       | 1     | 3 gennaio 1970   | 63     | Atlanta, Georgia  | House Show | |        |
| 3  | El Mongol             | 1     | 7 marzo 1970     | 3      | Atlanta, Georgia  | House Show | |        |
| —  | Vacante               | —     | 10 marzo 1970    | —      | —                 | —          | Il titolo fu reso vacante in quanto Mongol aveva utilizzato un colpo di karate non consentito. |        |
| 4  | Nick Bockwinkel       | 2     | 20 marzo 1970    | 22     | Atlanta, Georgia  | House Show | Sconfiggendo El Mongol in uno spareggio per riassegnare il titolo. |        |
| 5  | Assassin #2           | 1     | 11 aprile 1970   | 42     | Atlanta, Georgia  | House Show | |        |
| —  | Vacante               | —     | 23 maggio 1970   | —      | —                 | —          | Il titolo fu reso vacante in seguito alla sospensione di Assassin #2. |        |
| 6  | Nick Bockwinkel       | 3     | 15 giugno 1970   | 61     | Atlanta, Georgia  | House Show | Sconfiggendo Joe Scarpa in uno spareggio per riassegnare il titolo. |        |
| 7  | Bobby Shane           | 1     | 15 agosto 1970   | 126    | Atlanta, Georgia  | House Show | | [ 2 ]  |
| 8  | Luke Graham           | 1     | 19 dicembre 1970 | 91     | Atlanta, Georgia  | House Show | |        |
| 9  | Klondike Bill         | 1     | 20 marzo 1971    | 203    | Atlanta, Georgia  | House Show | |        |
| 10 | Big Bad John          | 1     | 9 ottobre 1971   | 6      | Atlanta, Georgia  | House Show | |        |
| 11 | Ray Gunkel            | 1     | 16 ottobre 1971  | 291    | Atlanta, Georgia  | House Show | |        |
| —  | Disattivato           | —     | 1 agosto 1972    | —      | —                 | —          | Il titolo fu disattivato quando Gunkel morì per un infarto mentre era ancora il detentore del titolo. |        |
| 12 | Tony Atlas            | 1     | 1 febbraio 1977  | 10     | Atlanta, Georgia  | House Show | Atlas vinse il torneo per riassegnare il titolo, appena riattivato, sconfiggendo Ole Anderson in finale. |        |
| 13 | Abdullah the Butcher  | 1     | 11 febbraio 1977 | 49     | Atlanta, Georgia  | House Show | |        |
| 14 | Thunderbolt Patterson | 1     | 1 aprile 1977    | 85     | Atlanta, Georgia  | House Show | |        |
| 15 | French Angel          | 1     | 7 maggio 1977    | 20     | Atlanta, Georgia  | House Show | |        |
| 16 | Thunderbolt Patterson | 2     | 27 maggio 1977   | 66     | Atlanta, Georgia  | House Show | |        |
| —  | Vacante               | —     | 1 agosto 1977    | —      | —                 | —          | Il titolo venne reso vacante quando Patterson perse un loser leaves town match e fu costretto ad abbandonare la federazione. |        |
| 17 | Bob Armstrong         | 1     | 9 dicembre 1977  | 63     | Atlanta, Georgia  | House Show | Armstrong vinse un torneo per riassegnare il titolo vacante sconfiggendo Jacques Goulet in finale. |        |
| 18 | Ole Anderson          | 1     | 10 febbraio 1978 | 81     | Atlanta, Georgia  | House Show | |        |
| 19 | Thunderbolt Patterson | 3     | 2 maggio 1978    | 287    | Macon, Georgia    | House Show | |        |
| 20 | Ole Anderson          | 2     | 13 febbraio 1979 | 71     | Atlanta, Georgia  | House Show | |        |
| 21 | Bob Armstrong         | 2     | 25 aprile 1979   | 19     | Columbus, Georgia | House Show | |        |
| 22 | Blackjack Lanza       | 1     | 14 maggio 1979   | 81     | Augusta, Georgia  | House Show | |        |
| 23 | Ray Candy             | 1     | 3 agosto 1979    | 88     | Atlanta, Georgia  | House Show | |        |
| 24 | Ernie Ladd            | 1     | 30 ottobre 1979  | 3      | Atlanta, Georgia  | House Show | |        |
| 25 | Stan Hansen           | 1     | 2 novembre 1979  | 1      | Atlanta, Georgia  | House Show | |        |
| 26 | Killer Karl Kox       | 1     | 3 novembre 1979  | 28     | Atlanta, Georgia  | House Show | |        |
| 27 | Ray Candy             | 2     | 30 novembre 1979 | 7      | Atlanta, Georgia  | House Show | |        |
| 28 | Austin Idol           | 1     | 7 dicembre 1979  | 29     | Atlanta, Georgia  | House Show | Durante questo regno il titolo è stato rinominato in NWA National Television Championship. |        |
| 29 | Steve Travis          | 1     | 5 gennaio 1980   | 7      | Atlanta, Georgia  | House Show | |        |
| 30 | Austin Idol           | 2     | 12 gennaio 1980  | 15     | Atlanta, Georgia  | House Show | | [ 3 ]  |
| 31 | Kevin Sullivan        | 1     | 27 gennaio 1980  | 25     | Atlanta, Georgia  | House Show | |        |
| 32 | Austin Idol           | 3     | 21 febbraio 1980 | 2      | Atlanta, Georgia  | House Show | |        |
| 33 | Tommy Rich            | 1     | 23 febbraio 1980 | 71     | Atlanta, Georgia  | House Show | |        |
| —  | Vacante               | —     | 4 maggio 1980    | —      | —                 | —          | Rich rese vacante il titolo per poter puntare al NWA World Heavyweight Championship, detenuto da Harley Race. |        |
| 34 | Terry Taylor          | 1     | 22 agosto 1980   | 51     | Atlanta, Georgia  | House Show | Taylor vinse un torneo per riassegnare il titolo vacante sconfiggendo in finale Bob Armstrong e Ken Patera. |        |
| 35 | Terry Funk            | 1     | 12 ottobre 1980  | 21     | Columbus. Ohio    | House Show | |        |
| 36 | Steve Keirn           | 1     | 2 novembre 1980  | 27     | Atlanta, Georgia  | House Show | |        |
| 37 | Kevin Sullivan        | 2     | 29 novembre 1980 | 48     | Atlanta, Georgia  | House Show | |        |
| 38 | Steve O               | 1     | 16 gennaio 1981  | 6      | Atlanta, Georgia  | House Show | | [ 4 ]  |
| 39 | Bobby Eaton           | 1     | 22 gennaio 1981  | 1      | Atlanta, Georgia  | House Show | | [ 5 ]  |
| 40 | Steve O               | 2     | 23 gennaio 1981  | 29     | Atlanta, Georgia  | House Show | | [ 6 ]  |
| 41 | Kevin Sullivan        | 3     | 21 febbraio 1981 | 8      | Atlanta, Georgia  | House Show | |        |
| 42 | Steve Keirn           | 2     | 1 marzo 1981     | 31     | Atlanta, Georgia  | House Show | | [ 7 ]  |
| —  | Disattivato           | —     | 1 aprile 1981    | —      | —                 | —          | Titolo temporaneamente disattivato. |        |
| 43 | The Iron Sheik        | 1     | 28 maggio 1983   | 50     | Atlanta, Georgia  | House Show | The Iron Sheik vinse un torneo per riassegnare il titolo sconfiggendo Ron Garvin in finale. |        |
| 44 | Ron Garvin            | 1     | 17 luglio 1983   | 112    | Atlanta, Georgia  | House Show | | [ 8 ]  |
| 45 | Jake Roberts          | 1     | 6 novembre 1983  | 153    | Atlanta, Georgia  | House Show | Durante questo regno il titolo inizia ad essere riconosciuto come NWA World Television Championship. |        |
| 46 | Ron Garvin            | 1     | 7 aprile 1984    | 71     | Atlanta, Georgia  | House Show | |        |
| 47 | Jake Roberts          | 2     | 17 giugno 1984   | 0      | Atlanta, Georgia  | House Show | | [ 9 ]  |
| —  | Vacante               | —     | 17 giugno 1984   | —      | —                 | —          | Il titolo fu reso immediatamente vacante in quanto Roberts aveva utilizzato un oggetto esterno. | [ 9 ]  |
| 48 | Ron Garvin            | 3     | 1 luglio 1984    | 63     | Atlanta, Georgia  | House Show | In seguito all'acquisto della GCW da parte della WWF, la Championship Wrestling from Georgia, successore della GCW nel territorio, continuò a riconoscere Garvin come campione, ma tornò a riferirsi al titolo come NWA National Television Championship. |        |
| 49 | Bob Roop              | 1     | 2 settembre 1984 | 117    | Atlanta, Georgia  | House Show | |        |
| 50 | Ron Garvin            | 4     | 28 dicembre 1984 | 190    | Saginaw, Michigan | House Show | | [ 10 ] |
| 51 | Bob Roop              | 2     | 7 gennaio 1985   | 97     | Atlanta, Georgia  | House Show | |        |
| 52 | Ron Garvin            | 5     | 14 aprile 1985   | 7      | Atlanta, Georgia  | House Show | |        |
| —  | Disattivato           | —     | 21 aprile 1985   | —      | —                 | —          | Il titolo fu disattivato quando la Jim Crockett Promotions acquistò la Championship Wrestling form Georgia. |        |